# 岳城镇
岳城镇，是中华人民共和国河北省邯郸市磁县下辖的一个乡镇级行政单位。地处磁县西南部，东与时村营乡为邻，南与观台镇和河南省安阳县安丰乡隔漳河相望，北连西固义乡和峰峰矿区大峪镇，西临岳城水库，西北接黄沙镇。

## 行政区划
岳城镇下辖以下地区：
岳城村、张屯头村、傅屯头村、刘屯头村、王屯头村、东风寨村、大庄村、小庄村、马家坟村、里青村、旺南村、香水村、水鱼岗村、马水涧村、南神岗村、钟离村、梧桐庄村、漳村、界段营村、柿园村和潘汪村。